# Hring
 Hring ou Ring de Suède co-roi de Suède vers 940.

## Biographie
Son origine est incertaine, il est considéré comme un fils de Erik Vaderhatt ou du roi Olof Ier de Suède, Hring ou Ring comme ses deux fils et successeurs Eric V Ringsson et Emund ne sont pas inclus dans la liste des «  descendants d'Angantyr, l'ancêtre des rois des Danois et des Suédois » détaillés par la Saga de Hervor et du roi Heidrekr. 
Selon Adam de Brême qui déclare tenir ses informations du roi Sven II de Danemark: « Ring régnait sur les Suiones avec ses deux fils Eric et Emund ». Il aurait eu comme prédécesseurs: « Anund,  Björn et Olof » les rois que mentionnent la « Vie de saint Anschaire ». C'est ce roi Ring qui reçut à Birka l'archevêque de Hambourg-Brême Unni (918-936) qui 70 ans après saint Anschaire traversa la Baltique pour reprendre l'œuvre d'évangélisation des Suiones et des Goths. 
Hring laisse deux fils Eric V Ringsson et Emund Ier Ringsson. 